# Perkz
Luka Perković (né le 30 septembre 1998), plus connu sous le nom de Perkz (précédemment stylisé en PERKZ et avant cela en PerkZ), est un joueur professionnel croate de League of Legends actuellement sans équipe.
De 2015 à 2020, Perkz a été membre de G2 Esports, lorsque l'équipe est devenue la première équipe européenne à remporter le Mid-Season Invitational et a atteint la finale du championnat du monde en 2019. Il a remporté 8 titres de LEC, ce qui le place en deuxième position derrière son ancien coéquipier Caps. En novembre 2020, Perkz a quitté G2 pour rejoindre l'équipe LCS Cloud9 pour la saison 2021. Il est ensuite revenu en Europe chez Team Vitality puis Team Heretics. Il est largement considéré comme l'un des meilleurs joueurs occidentaux de l'histoire de League of Legends.

## Biographie

### Début de carrière
La première équipe professionnelle de Perkz a été GSI Gaming, qu'il a rejoint au milieu de la saison 2013. Avec l'équipe, il a participé à la DreamHack Summer 2014, bien qu'ils n'aient pas dépassé la phase de groupe, Perkz et GSI Gaming ont remporté l'EpicGear Cup 16, et se sont classés deuxièmes à l'EpicGear Cup 17 avant que l'équipe ne se dissolve plus tard dans l'année.
Au début de l'année 2015, Perkz a rejoint Gamers2. Il a participé à l'International Invitational Tournament 4 avec l'équipe, puis aux EU CS Spring Qualifier. Gamers2 a été battu par Team Nevo en finale de leur tournoi de qualification. Perkz a ensuite quitté l'équipe pour rejoindre Millenium.
Avec Millenium, Perkz et le roster ont terminé 2e à la Gamers Assembly 2015, derrière Origen. Peu de temps après, Perkz a officiellement quitté l'équipe.

### L'apogée chez G2 Esports
En mai 2015, il a été annoncé que Perkz rejoindrait à nouveau Gamers2, qui avait conservé sa place en Challenger Series pour la saison estivale. En octobre, Gamers2 s'est rebaptisé G2 Esports.
G2 a démarré fort en 2016, pour sa première année en LCS. Ils ont terminé le segment de printemps à la première place avec un record de 15-3. Lors des playoffs, Perkz et G2 ont battu les franchises établies Fnatic et Origen, 3-1 à chaque fois, pour remporter la saison et s'assurer une place au Mid-Season Invitational 2016. Au début du MSI, G2 Esports ne s'attendait pas à gagner, les coréens d'SK Telecom T1 étant les grands favoris, mais il était tout de même attendu que l'équipe réalisent de bonnes performances. Cependant, G2 a perdu ses quatre premiers matchs du tournoi et a finalement terminé avant-dernier de la phase de poule, et a été éliminée du tournoi. Ce classement a signifié que l'Europe perdait sa place de tête de série pour les championnats du monde. G2 remportera cependant tout de même le segment d'été et participera aux championnats du monde cette année là, mais décevra comme au MSI.
L'année 2017 se déroulera de façon très semblable à 2016, G2 et Perkz dominant le niveau européen en remportant les segments de printemps et d'été, mais sans éclats au niveau international, malgré une finale Mid-Season Invitational.
Après deux années de domination totale dans son championnat, G2 décide de reformer son équipe autour de Perkz. Si l'équipe échouera à conserver ses titres européens aux segments de printemps et d'été, Perkz parviendra cependant à mener son équipe vers les demi-finales des championnats du monde, réalisant lors de ce tournoi d'excellentes performances.
En 2019, Caps a été transféré de Fnatic à G2, ce qui a réuni 2 midlaners dans la même équipe. Perkz a donc changé de rôle et s'est retrouvé au poste de AD Carry, remplaçant son coéquipier Hjarnan. La saison 2019 de G2 a été très réussie, l'équipe ayant été la première équipe européenne a remporter un titre international sur League of Legends depuis Fnatic en remportant le Mid-Season Invitational, et s'est par la suite qualifié pour les finales du championnat du monde 2019, où Perkz et le reste de G2 ont été battus par FunPlus Phoenix.
Pour la saison 2020, Perkz est retourné sur la midlane, échangeant ses positions avec Caps. Après la fin du Spring Split, Perkz est retourné au poste de AD Carry sur la botlane.
Au milieu du Summer Split de la LEC 2020, Perkz a dû faire une pause à cause du stress. Perkz est revenu après une courte pause, et G2 Esports a réussi à remporter une fois de plus la LEC et à se qualifier pour les Mondiaux 2020.
Lors de ces derniers, G2 Esports a été éliminé en demi-finale par les futurs champions, DAMWON Gaming. C'est la troisième année consécutive que G2 termine au minimum demi-finaliste des Mondiaux. À la suite de cette défaite, Perkz et G2 ont décidé de se séparer en novembre 2020.

### Un passage en LCS fructueux
Le 20 novembre 2020, Cloud9 a annoncé que Perkz était son nouveau midlaner, en remplacement de Nisqy retournant lui en Europe, chez Fnatic. Chez Cloud9, Perkz a mené son équipe à la première place de la saison régulière du segment de printemps, ainsi qu'à la victoire en play-offs. Perkz est ainsi devenu le deuxième joueur de l'histoire à avoir remporté à la fois la LEC et les LCS, avec son coéquipier Jesper "Zven" Svenningsen.
Lors du championnat du monde 2021 de League of Legends, Perkz et C9 ont atteint les quarts de finale, où ils se sont inclinés face à Gen.G..

### Déceptions chez Team Vitality
Après seulement 1 an passé en Amérique du Nord, Perkz signe chez Team Vitality pour la saison 2022 et retourne donc en LEC. Malgré une très grande attente autour de cette équipe sérieuse prétendante au titre, les résultats obtenus ne seront finalement jamais à la hauteur attendue.

### Une fin de carrière désastreuse
Après 2 ans passés dans la structure française, Perkz quitte la Team Vitality pour la Team Heretics afin de reformer le trio qu'il formait lors de ses meilleures années chez G2 avec Wunder et Jankos. Cependant, après des résultats très décevants, Perkz est très rapidement écarté de l'équipe.